# Microrregión de Ponte Nova
La microrregión de Ponte Nova es una de las  microrregiones del estado brasileño de Minas Gerais perteneciente a la mesorregión  Zona del Bosque. Su población fue estimada en 2006 por el IBGE en 186.801 habitantes y está dividida en dieciocho municipios. Posee un área total de 4.874,814 km².

## Municipios
- Acaiaca
- Barra Longa
- Dom Silvério
- Guaraciaba
- Jequeri
- Oratórios
- Piedade de Ponte Nova
- Ponte Nova
- Raul Soares
- Rio Casca
- Rio Doce
- Santa Cruz do Escalvado
- Santo Antônio do Grama
- São Pedro dos Ferros
- Sem-Peixe
- Sericita
- Urucânia
- Vermelho Novo

- Datos: Q975952
- Multimedia: Ponte Nova / Q975952